# Pasilobus
Pasilobus is een geslacht van spinnen uit de  familie van de wielwebspinnen (Araneidae).

## Soorten
- Pasilobus antongilensis Emerit, 2000
- Pasilobus bufoninus (Simon, 1867)
- Pasilobus capuroni Emerit, 2000
- Pasilobus conohumeralis (Hasselt, 1894)
- Pasilobus hupingensis Yin, Bao & Kim, 2001
- Pasilobus insignis O. P.-Cambridge, 1908
- Pasilobus kotigeharus Tikader, 1963
- Pasilobus laevis Lessert, 1930
- Pasilobus lunatus Simon, 1897
- Pasilobus mammatus Pocock, 1898
- Pasilobus mammosus (Pocock, 1899)
- Pasilobus nigrohumeralis (Hasselt, 1882)